# Bájezíd II.
Bájezíd II. (3. prosince 1447 – 26. května 1512) byl v letech 1481 až 1512 osmanským sultánem.

## Život
Sultánem se stal jako nejstarší syn Mehmeda II. Ze začátku musel ale o vládu bojovat se svým mladším bratrem Džemem, který nakonec zemřel v exilu v roce 1495. 

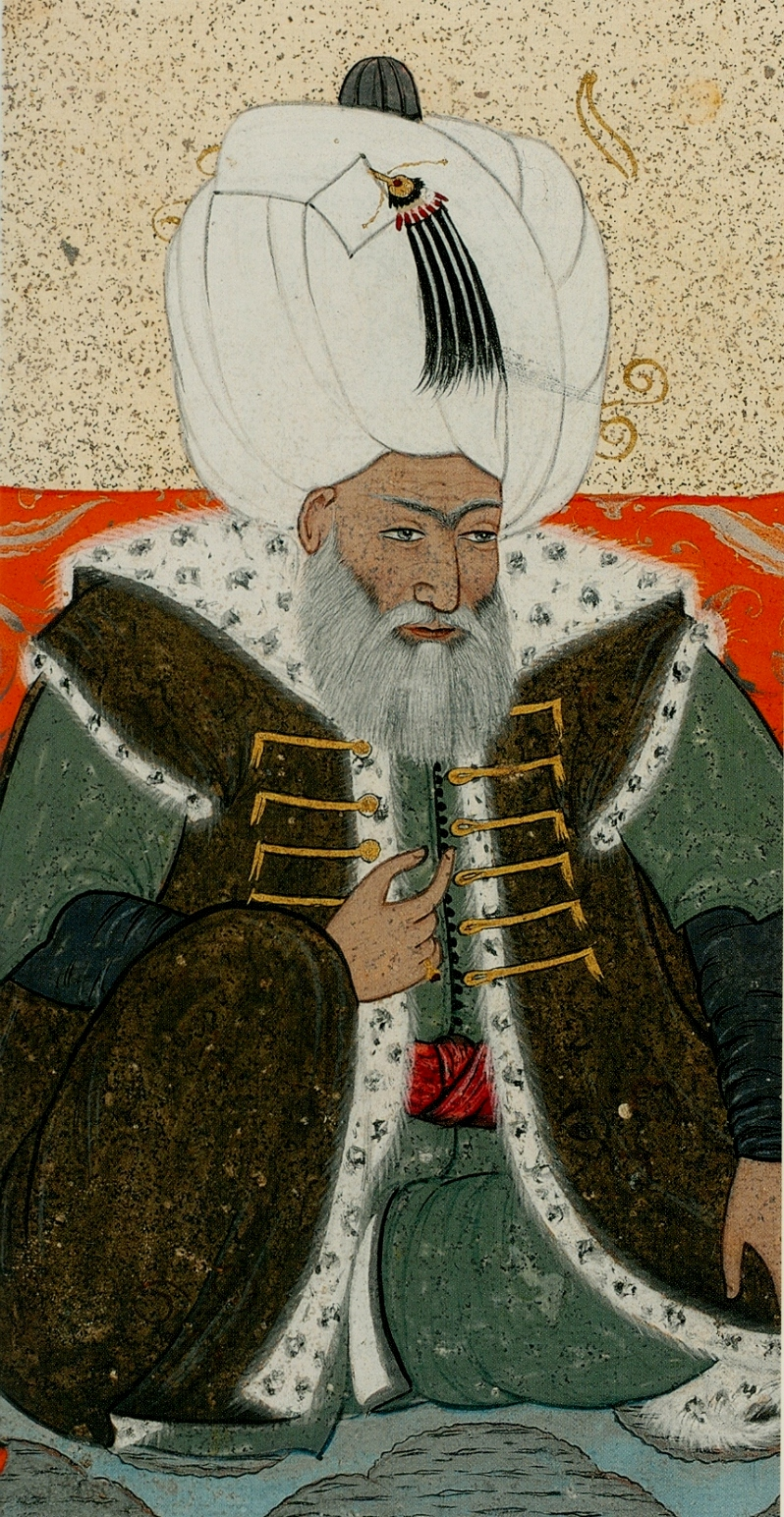
Bájezíd II.

Během své vlády Bájezíd II. konsolidoval Osmanskou říši, úspěšně vybojoval s Benátkami území současného Řecka a pobřeží Jaderského moře, přičemž musel zároveň čelit z východní strany perské říši Safíovců a na jižní straně mameluckému sultánu Kajtbájovi (ovládal území zhruba dnešního Blízkého východu a Egypta). Nakonec pod tlakem abdikoval na trůn ve prospěch svého nejmladšího syna Selima I. Krátce poté za nevyjasněných okolností zemřel.
Je známý též kvůli přijetí židovských uprchlíků ze Španělska po vyhlášení Dekretu z Alhambry a jejich přesídlení do celé Osmanské říše.
Zejména v porovnání se svým synem Selimem I. je považován za mírumilovného a tolerantního panovníka.

## Konkubíny, manželky a potomstvo

### Konkubíny
Bayezid měl 8 konkubín:
- Nigar Hatun
- Şirin Hatun
- Bülbül Hatun
- Gülbahar Hatun
- Gülruh Hatun
- Hüsnüşah Hatun
- Muhtereme Hatun
- Gülfem Hatun

S konkubínou Nigar měl jednoho syna a dvě dcery:
- Şehzade Korkut
- Ayşe Sultan
- Sofiye Fatma Sultan

S konkubínou Şirin měl syna a dceru:
- Şehzade Abdullah, guvernér Saruhanu (1481) a Karamanu (1481-83)
- Aynışah Sultan

S konkubínou Bülbül měl dva syny a čtyři dcery:
- Şehzade Ahmet
- Şehzade Mahmud
- Gevhermülük Şah Sultan
- Hatice Sultan
- Hundi Sultan
- Şehzade Şah Sultan

S konkubínou Gülbahar měl syna, budoucího sultána Selim I.
S konkubínou Gülruh měl syna a dceru:
- Şehzade Alemşah
- Kamerşah Sultan

S konkubínou Hüsnüşah měl syna a dceru:
- Şehzade Şehinşah
- Sultanzade Sultan

S konkubínou Muhtereme měl syna Şehzade Mehmeda.
S konkubínou Gülfem neměl žádné děti.